# Myosorex kabogoensis
Myosorex kabogoensis — вид ссавців родини Soricidae, ендемічний для Демократичної Республіки Конго. Його природне середовище існування — ліси та внутрішні заболочені території. Харчується комахами, а також дрібними птахами і ссавцями.